# Міщенко Михайло Іванович (машинобудівник)
Михайло Іванович Міщенко (19 листопада 1952, с. Петрівка (нині с. Вишневе) Хорольський район Полтавська область, УРСР) — голова правління ПАТ «Хорольський механічний завод», академік Української технологічної академії, заслужений машинобудівник України.

## Біографія
Після закінчення Харківського політехнічного інституту у 1976 році, з відзнакою, отримав направлення на Бєлгородський завод фрез (м. Бєлгород, Росія), де був призначений на посаду інженера-технолога. У грудні 1976 року повернувся до Хоролу, де був прийнятий на Хорольський механічний завод на посаду інженера-технолога. В наступні роки працював начальником технічного відділу, головним інженером. У 1986 році брав участь у ліквідації наслідків аварії на ЧАЕС. У лютому 1992 року Міщенко Михайло Іванович був призначений директором заводу. В липні 1997 року загальними зборами акціонерів його обрано головою правління ВАТ «Хорольський механічний завод». З вересня 2011 року і по даний час перебуває на посаді голови правління ПАТ «Хорольський механічний завод». Загалом, понад 25 років поспіль Михайло Іванович очолює колектив механічного заводу. Загальний стаж роботи — більше 40 років. За його ініціативи і участі розроблені та впроваджені у виробництво десятки нових видів технологічного обладнання для зернопереробних галузей агропромислового комлексі.

## Громадська робота
Міщенко Михайло Іванович з 2002 по 2010 рік двічі був обраний депутатом Полтавської обласної ради IV та V скликання від Хорольського району, де брав участь у роботі постійної комісії з питань промисловості і зв'язку. У 2015 році був втретє обраний депутатом Полтавської обласної ради VII скликання і брав участь у роботі постійної бюджетної комісії. Має науковий ступінь — Академік Української Технологічної Академії з 2003 року.

## Меценацтво
Михайло Іванович сприяв створенню Хорольського ботанічного саду. Активно долучився до будівництва Свято-Успенського та Петропавлівського храмів. Протягом багатьох років допомагає навчальним закладам міста і району, дитячим садкам, соціально незахищеним громадянам. За благодійність в 2004 році був нагороджений високою церковною нагородою — орденом Преподобного Іллі Муромця.

## Нагороди
За високий професіоналізм і вагомий особистий внесок у розвиток вітчизняного машинобудування Міщенку Михайлу Івановичуу 2000 році присвоєно звання «Заслужений машинобудівник України», двічі було вручено Почесну Грамоту Кабінету Міністрів України (2003, 2007 р.).У 2008 році нагророджений медаллю «Професіонал Галузі» та нагрудним знаком «Лідер Галузі». У 2009 році за видатні досягнення в економічній та громадській діяльності на благо України був нагороджений Орденом «За заслуги» ІІІ ступеня та Почесною грамотою Міністерства аграрної політики України. Його самовіддана праця у 2011 році була відзначена Почесною грамотою Державного департаменту тракторного і сільськогосподарського машинобудувангня Міністерства промислової політики, неодноразово Почесними Грамотами Полтавської ОДА та Полтавської обласної ради, Хорольської районної ради та Хорольської районної державної адміністрації. Рішенням шістнадцятої сесії Хорольської міської ради сьомого скликання від 31.08.2016 року № 393 Міщенку М. І. присвоєно звання Почесного громадянина міста Хорола.